# Зв'язана система координат літака

Положення осей зв'язаної системи координат літака.
roll — крен, yaw — рискання, pitch — тангаж

Зв'язана система координат літака — це система координат, яка використовується для аналізу руху повітряних суден під час польоту. Літальний апарат під час польоту може вільно повертатися відносно трьох осей: Поперечна вісь (англ. pitch), ніс літака рухається вниз або вверх довкола осі яка проходить від одного крила до іншого, Вертикальна вісь (англ. yaw), повороти вліво або вправо по курсу довкола осі яка проходить зверху вниз; і Поздовжня вісь (англ. roll), оберти довкола осі що проходить від хвоста до носа літака. Ці осі є системою координат і рухаються разом з літаком, а також обертаються відносно поверхні землі разом із літаком. Ці терміни також застосовувалися і по відношенню до космічних кораблів коли був розроблений перший пілотований людиною космічний апарат наприкінці 1950-х років.
Ці повороти створюються за допомогою моментів сил, що виводять літак із рівноваги і змушують рухатись довкола основних осей. У літаку, це відбувається завдяки повороту керуючих поверхонь, які змінюють розподіл загальної аеродинамічної сили відносно центру мас літака. Стерно висоти (рухомі поверхні на горизонтальному хвості) змушують рухатись довкола поперечної осі, стерно напрямку вертикальна рухома поверхня хвоста дозволяє змінювати курс вліво-вправо, і елерон (закрилки на крилах, які рухаються в протилежних напрямках) створюють оберти довкола поздовжньої осі. У космічному кораблі, моменти зазвичай створюються реактивною системою управління що складається з невеликих двигунів, що використовуються для створення асиметричної тяги літального апарата.

Крен
Рискання
Тангаж

## Осі координат
- Вертикальна вісь, або вісь рискання — вісь, яка проходить згори донизу, перпендикулярно до двох інших осей.
- Поперечна вісь, вісь тангажу — вісь, яка проходить паралельно крилам літака й спрямована зліва направо для пілота літака.
- Поздовжня вісь, вісь крену — вісь проходить крізь фюзеляж літального засобу від хвоста до носа.

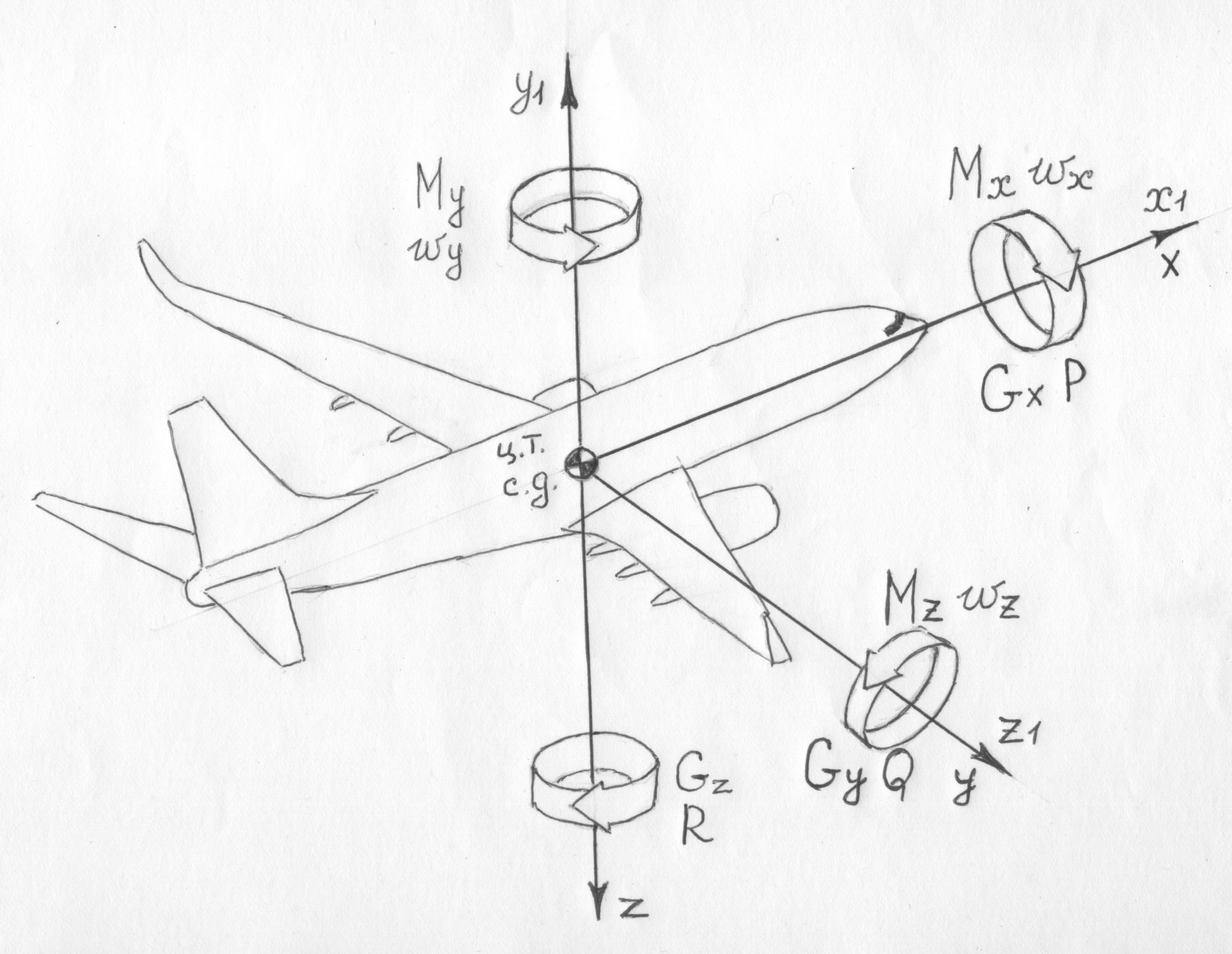
Зв'язана система координат

Існують дві системи позначення осей зв'язаної системи координат: прийнята в англомовних країнах і прийнята в колишньому СРСР. Обидві ці системи — праві декартові системи координат. В обох систем поздовжня вісь літака позначена Ox. Але ці системи розгорнуті відносно одна одної. Якщо дивитися з боку позитивного напрямку осі Ox (з носа літака), то повернувши систему колишнього СРСР на 90 градусів проти годинникової стрілки, ми отримаємо систему осей англомовних країн.
На малюнку зображено позначення осей, позитивні напрямки та позначення для розгортальних моментів і кутових швидкостей обертання для обох систем. Обидві системи прив'язані до центру мас літака. У системі СРСР осі позначалися з цифрою 1, щоб відрізнити їх від швидкісної системи координат, де осі не мали цифрових позначень.
Знаки розгортальних моментів і кутових швидкостей у поздовжньому і поперечному каналах збігаються, у шляховому каналі знаки протилежні.

## Зв'язок з іншими системами осей
Ці осі пов'язані з головними осями інерції, але не є тим самим. Це осі геометричної симетрії, без уваги на розподіл мас літака.
В авіаційній і авіаційно-космічній техніці власні обертання довкола цих трьох осей часто називаються кутами Ейлера, але це вступає в протиріччя з використанням їх в інших ситуаціях. Обчислення кутів повороту схоже на обчислення формул тригранника Френе. Виконання повороту у власній системі відліку еквівалентно добутку її на характеристичну матрицю (матрицю, яка містить вектори системи відліку як колонки) на матрицю обертання.